# Dicranomyia rhoda
Dicranomyia rhoda är en tvåvingeart som först beskrevs av Alexander 1939.  Dicranomyia rhoda ingår i släktet Dicranomyia och familjen småharkrankar. Inga underarter finns listade i Catalogue of Life.